# Ливанов, Аристарх Евгеньевич
Ариста́рх Евге́ньевич Лива́нов (род. 17 марта 1947, Киев, УССР) — советский и российский актёр театра, кино и дубляжа, лауреат Государственной премии РСФСР имени К. С. Станиславского (1976). Заслуженный артист РСФСР (1989). Народный артист РФ (1999).
Старший брат актёра, заслуженного артиста РФ Игоря Ливанова.

## Биография
Родился 17 марта 1947 года в Киеве. Имя получил в честь деда, православного священника, расстрелянного в 1938 году.
Отец, Евгений Аристархович Ливанов, и мать, Нина Тимофеевна Ливанова, были руководителями кукольного кружка в Доме пионеров Октябрьского района г. Киева.
В 1969 году окончил ЛГИТМиК (Ленинградский государственный институт театра, музыки и кинематографии, ныне — РГИСИ). По распределению был направлен в Волгоградский ТЮЗ, некоторое время работал там, затем в Волгоградском драматическом театре и в нескольких театрах Ростова-на-Дону и Таганрога.
Кинодебют молодого Ливанова состоялся в том же 1969, когда он сыграл в фильме «Эти невинные забавы» по повести Анатолия Рыбакова «Каникулы Кроша».
В 1977 году Аристарх Ливанов переехал в Москву и был принят в Театр имени Моссовета.
Настоящий успех пришёл к Ливанову в 1980 после роли белого офицера Сержа Алексеева в приключенческом фильме «Государственная граница». Эта работа принесла актёру широкую известность и закрепила за ним амплуа аристократа.
В 1986 году Ливанов покинул Театр имени Моссовета и перешёл в ЦАТСА, но долго там не задержался и в 1987 стал актёром МХАТа им. М.Горького, где проработал до 2020 года.
В 1990-е годы Ливанов продолжал активно сниматься. Одна из заметных ролей того времени — капитан Воронов в боевике «Тридцатого уничтожить!», где актёр сыграл вместе со своим братом Игорем Ливановым. В тот период Ливанову часто доставались отрицательные роли.
В марте 2022 года подписал обращение в поддержку военного вторжения России на Украину (2022).

## Семья
- Первая жена — Ольга Калмыкова (род. 5 мая 1947), актриса.
- Вторая жена — Татьяна Дружинина (Анищенко) (род. 19 ноября 1951), актриса.
- Третья жена — Лариса Ливанова (род. 17 мая 1953), филолог.

Имеет двоих детей. Сын Евгений Ливанов (Анищенко) (род. 03.01.1972) — режиссёр. Дочь Нина Ливанова (род. 27.12.1977) — психолог.

## Награды и звания
- Премия КГБ СССР в области литературы и искусства (1981 год);
- Заслуженный артист РСФСР (1989 год);
- Народный артист Российской Федерации (1999 год)[1];
- Государственная премия РСФСР имени К. С. Станиславского (1976) — за исполнение роли Григория Мелехова в спектакле «Тихий Дон» М. А. Шолохова на сцене Ростовского ОДТ имени М. Горького;
- Орден Дружбы (2009 год)[6].

## Творчество

### Театральные работы

#### Ростовский академический театр драмы имени М. Горького
- 1976 — «Тихий Дон» М. А. Шолохова (режиссёр: Я. С. Цициновский) — Григорий Мелехов

#### Театр Российской Армии
- 1984 — «Идиот» Ф. М. Достоевского (режиссёр Ю. И. Ерёмин) — князь Мышкин

#### МХАТ имени М. Горького
- 1987 — «На дне» М. Горького — Барон
- 1987 — «Три сестры» А. П. Чехова — Тузенбах
- 1988 — «Старая актриса на роль жены Достоевского» Э. С. Радзинского (режиссёр — Р. Г. Виктюк) — Он
- 1988 — «Вишнёвый сад» А. П. Чехова (режиссёр — С. В. Данченко) — Леонид Андреевич Гаев
- 1989 — «Зойкина квартира» М. А. Булгакова (режиссёр — Т. В. Доронина) — Обольянинов
- 1990 — «Макбет» У. Шекспира (режиссёр —  Т. В. Доронина) — Малькольм

## Фильмография
- 1969 — Эти невинные забавы — Костя
- 1970 — Зелёные цепочки — Жорка-«Брюнет»
- 1976 — Меня ждут на земле — Олег, капитан
- 1979 — И придёт день... — Михаил Георгиевич, секретарь райкома
- 1979 — Расколотое небо — Даниил Щепкин
- 1980 — Государственная граница. Фильм 1-й: Мы наш, мы новый… — Серж Алексеев
- 1980 — Чёрная курица, или Подземные жители — папенька / Ланцелот Озёрный, Рыцарь Грёз
- 1981 — Девушка и Гранд — Афанасий Гусаров
- 1981 — Затишье — Астахов
- 1981 — Мы, нижеподписавшиеся — Леонид Прохорович Малисов
- 1981 — Они были актёрами — Дмитрий Константинович Добросмыслов
- 1982 — Государственная граница. Фильм 3-й: Восточный рубеж — Серж Алексеев
- 1982 — Людмила — Антон Петрович Корн, бывший офицер
- 1983 — Любовью за любовь — дон Хуан
- 1983 — Сад — Сидор, завхоз при детдоме
- 1984 — Радуница — Левон Иванович Коваль
- 1984 — ТАСС уполномочен заявить… — помощник Вэлша
- 1985 — Вариант «Зомби» — профессор Лесников
- 1985 — Иван Бабушкин — иркутский прокурор
- 1985 — Личное дело судьи Ивановой — незнакомец в аэропорту
- 1985 — Тройка — Юрий Николаевич, тренер детской команды
- 1985 — Пароль знали двое — Андрей Славинский, он же Мишель Лимбарский
- 1985 — Прыжок — Олег
- 1985 — Следствие ведут ЗнаТоКи. Полуденный вор — полковник Алексеев
- 1985 — Софья Ковалевская — Максим Ковалевский
- 1985 — Чокан Валиханов — Гансевский
- 1986 — Гран-па — Михаил Михайлович, главный режиссёр театра
- 1986 — Михайло Ломоносов — Кирилл Разумовский
- 1986 — Фуэте — Князев
- 1986 — Человек, который брал интервью — Алексей Русанов
- 1987 — Пять писем прощания — Владимир Воронов
- 1987 — Уполномочен революцией — Бабичев
- 1988 — Это было прошлым летом — Сергей Чернов
- 1990 — Взбесившийся автобус — Виктор Петрович, посол СССР в Пакистане
- 1990 — Враг народа Бухарин — эпизод
- 1990 — Всё впереди — Михаил Бриш
- 1990 — Короткая игра — Боря Саламицкий
- 1990 — Охота на сутенёра — Сергей Сергеевич Рыжов
- 1990 — Палач — Сергей, врач
- 1990 — Футболист — Валерий
- 1991 — Дина — есаул Косаков
- 1991 — Дом свиданий — Вениамин Ильич Маричев
- 1991 — И возвращается ветер… — ректор ВГИКа
- 1991 — Линия смерти — Николай Иванович Стяжко, сутенёр-коррупционер
- 1991 — Номер «люкс» для генерала с девочкой — Альберт
- 1991 — Похороны на втором этаже — чиновник
- 1991 — Плащаница Александра Невского — Юрий Яковлевич
- 1992 — Тридцатого уничтожить! — Андрей Воронов, он же «Одиннадцатый»
- 1993 — На Муромской дорожке — Алексей
- 1993 — Русский роман — Тумановский
- 1993 — Тюремный романс — Аркадий Шемелов, муж Елены, депутат
- 1995 — Без ошейника — папа Лины
- 1996 — Любить по-русски 2 — главком ВВС
- 1996 — Тот, кто нежнее — Байгали
- 1997 — На заре туманной юности — губернатор
- 1997 — Рикошет — психолог
- 1998 — Князь Юрий Долгорукий — князь Изяслав
- 1999 — Опять надо жить — командир красноармейцев
- 2000 — Романовы. Венценосная семья — Милюков
- 2000 — Чёрная комната — Анатолий (новелла «Affectus»)
- 2000 — Я виноват 2 — крёстный отец мафии Андрей Зотов
- 2001 — Я — кукла — полковник ФСБ
- 2001 — На полпути в Париж — Анатолий Фалалеев
- 2002 — Письма к Эльзе — Дункан
- 2002 — Следствие ведут ЗнаТоКи. Третейский судья — генерал
- 2003 — Другая жизнь — Ряжский
- 2003 — Моя граница — Иван Миронович Нестеров
- 2003 — Не привыкайте к чудесам — Сергей Сергеевич
- 2003 — Оперативный псевдоним — Юмашев, глава «Тихдонбанка» (убит Куракиным в 6 серии)
- 2003 — Приключения мага — писатель Гуров
- 2003 — Солнечный удар — генерал ФСБ
- 2004 — Золотая голова на плахе — Уваров
- 2004 — Исцеление любовью — Кирилл Токарев
- 2004 — Моя прекрасная няня — Виктор Шаталин, отец Максима
- 2004 — Сармат — генерал Толмачёв
- 2005 — Просто повезло
- 2005 — Звезда эпохи — Иван Николаевич Берсенёв
- 2006 — Петя Великолепный — Степан Лифанов
- 2006 — Квартет для двоих — Евгений
- 2006 — Охота на гения — профессор Леонид Циановский
- 2006 — Вызов 2 — Барышев, отец Ольги
- 2008 — Русская жертва — генерал Рузский
- 2009 — Тридевятый участок
- 2010 — Бумеранг из прошлого
- 2011 — Фурцева — Антонио Герингелли, директор театра «Ла Скала»
- 2011 — 2012 — Кровинушка — Михаил Федорович Вяземский, академик
- 2011 — Откровения — Листок, отчим Олега
- 2015 — 2016 — Молодёжка — Антон Сергеевич Локтев, председатель Московской Федерации хоккея
- 2016 — Следователь Тихонов — Александр Николаевич Панафидин, профессор
- 2016 — Накануне (короткометражка)
- 2018 — Маруся — Пётр Ланской
- 2018 — Синичка — Игорь Львович
- 2018 — Синичка 2 — Игорь Львович
- 2020 — Дед Морозов — Николай Александрович Морозов, академик
- 2020 — Синичка 3 — отец Ульяны
- 2020 — Синичка 4 — отец Ульяны
- 2020 — Волк — Иван Александрович Сухих
- 2021 — Синичка 5 — отец Ульяны
- 2021 — Бывших не бывает — Лопухин
- 2022 — Анна и тайна прошлого — Иван Стрижов
- 2023 — Новогодний шеф — Николай Петрович

### Телеспектакли
- 1982 — Операция на сердце — Рыжейкин, хирург, заместитель председателя месткома
- 1984 — Право на выбор — Шахов
- 1988 — Брошь — Говард Бойт

## Озвучивание
- 1939 — Унесённые ветром — сын Эшли (дубляж 1990 года)
- 1985 — Документ Р — Энтони Пирс
- 1986 — Мужчина и женщина: 20 лет спустя
- 1988 — Крокодил Данди 2 — Луис Рико
- 1991 — Правосудие одиночки — лейтенант Дэнни Квин
- 1998 — Осада — агент Фрэнк Хеддед
- 1999 — Анна и король — генерал Алак
- 2000 — Шоколад — Граф де Рейно (Альфред Молина)
- 2000 — Тринадцать дней — Джон Кеннеди
- 2002 — К-19 — старший помощник командира Михаил Поленин
- 2002 — Властелин колец: Две крепости — Саруман (Кристофер Ли)
- 2003 — Властелин колец: Возвращение короля — Король-чародей Ангмара (Лоуренс Макор) (во время сцены в Осгилиате), Голос Кольца (Алан Ховард), Саурон (Сала Бэйкер)